# Fiat Automobili Srbija
FCA Automobili Srbija, anteriormente conocida como Fiat Automobili Srbija, o simplemente FCA-S, es una empresa automovilística dedicada a la fabricación y comercialización de automóviles en Serbia. La empresa se fundó el 14 de octubre de 2008, sobre la base del antiguo fabricante serbio Zastava Automobili, siendo una joint venture  propiedad en un 66.67% de FCA Automobiles y en un 33.33% del Gobierno de Serbia. La empresa da empleo directo a 2.500 personas.

## Historia

### Las negociaciones
En diciembre de 2007 las autoridades serbias abren una periodo de ofertas para la adquisición del fabricante de automóviles Zastava Automobili.
El 17 de abril de 2008 Fiat S.p.A. remite una carta al ministerio de economía serbio mostrando su interés en invertir en la fábrica Zastava Kragujevac, una histórica fábrica serbia y la más importante de Zastava Automobili.
El 23 de abril de 2008 llega a Belgrado una delegación del grupo automovilístico italiano para negociar la adquisición de la fábrica de Kragujevac, en la cual también se encuentra interesado el Grupo Volkswagen. Las autoridades serbias indican que antes de mediados de junio abrirán el concurso para la privatización de la empresa.

### El acuerdo
El 30 de abril de 2008, el ministerio de economía serbio y Fiat Group Automobiles firman un acuerdo de entendimiento donde se sientan las bases para la adquisición por parte del grupo automovilístico de los activos de la fábrica de Zastava Automobili en Kragujevac.
El 15 de julio de 2008 se presenta el primer plan de negocio.
El 29 de septiembre de 2008 ambas partes firman el acuerdo definitivo para la constitución de la empresa. Lo rubrican el consejero delegado del grupo automovilístico, Sergio Marchionne, y el vice primer ministro y ministro de economía serbio, Mlađan Dinkić, en presencia del presidente serbio, Boris Tadic, su primer ministro, Mirko Cvetkovic, y el ministro de asuntos exteriores italiano Franco Frattini.
La empresa se funda el 14 de octubre de 2008. La fábrica de Kragujevac deja de pertenecer a Zastava Automobili pasando a ser propiedad de Fiat Automobili Srbija, que también absorbe a casi mil empleados de Zastava Automobili.
El 19 de diciembre de 2009 el grupo automovilístico italiano completa la inversión inicial en la joint venture abonando 100 millones de euros.

### La fundación
Desde enero de 2010 la compañía se convierte en distribuidor oficial en Serbia de las marcas Fiat, Abarth, Alfa Romeo, Lancia y Fiat Profesional. A estas se añade Jeep desde enero de 2011.
Después de una inversión de más de 1000 millones de euros, el 16 de abril de 2012 se inaugura la nueva planta en presencia del ministro serbio, Mirko Cvetkovic, y el consejero delegado de Fiat, Sergio Marchionne.
En junio de 2012 el Gobierno de Serbia, tras diferentes retrasos debido a las dificultades económicas, completa el abono de los 83 millones de euros comprometidos a la empresa./
En septiembre de 2012 Mlađan Dinkić, Ministro de Economía y Hacienda serbio, indicó que Fiat Automobili Srbija sería el mayor contribuyente a las exportaciones del país según los planes de negocio para los siguientes años.
En los premios del sector de automoción de los países en vías de desarrollo AutoBest 2012 Fiat Automobili Serbia fue reconocida como la mejor compañía del sector por su fuerte inversión en Serbia y la transformación y aplicación de las tecnologías más modernas en su fábrica de Kragujevac.

## Fábrica
La empresa posee la fábrica de FAS Kragujevac, donde se produce el Fiat 500L. La planta había pertenecido anteriormente a Zastava Automobili, donde se produjeron desde 1953 automóviles bajo licencia Fiat y posteriormente con la marca Yugo.